# Quemado de Güines
Quemado de Güines är en ort i Kuba.   Den ligger i provinsen Provincia de Villa Clara, i den nordvästra delen av landet, 220 km öster om huvudstaden Havanna. Quemado de Güines ligger 82 meter över havet och antalet invånare är 12 736.
Terrängen runt Quemado de Güines är huvudsakligen platt. Quemado de Güines ligger uppe på en höjd. Runt Quemado de Güines är det ganska tätbefolkat, med 75 invånare per kvadratkilometer. Närmaste större samhälle är Sagua la Grande, 18,4 km öster om Quemado de Güines. Trakten runt Quemado de Güines består till största delen av jordbruksmark.